# کونستهاوس زوریخ
کونستهاوس زوریخ (به آلمانی: Kunsthaus Zürich) یک موزهٔ هنری در شهر زوریخ است که از سال ۱۹۱۰ در ساختمان طراحی شده توسط کارل موزر مستقر است.
موزهٔ کونستهاوس زوریخ شامل آثار نقاشی اروپایی از رنسانس تا دورهٔ مدرن است. این موزه به‌ویژه برای کارهای نقاشان سوئیسی و پیکره‌های چوبی و سنگی موجود در آن برجسته می‌باشد. در موزهٔ کونستهاوس زوریخ تندیس‌هایی از پیکره‌سازانی چون آلبرتو جاکومتی، هنری مور و آگوست رودن نگهداری می‌شود.

## نگارخانه

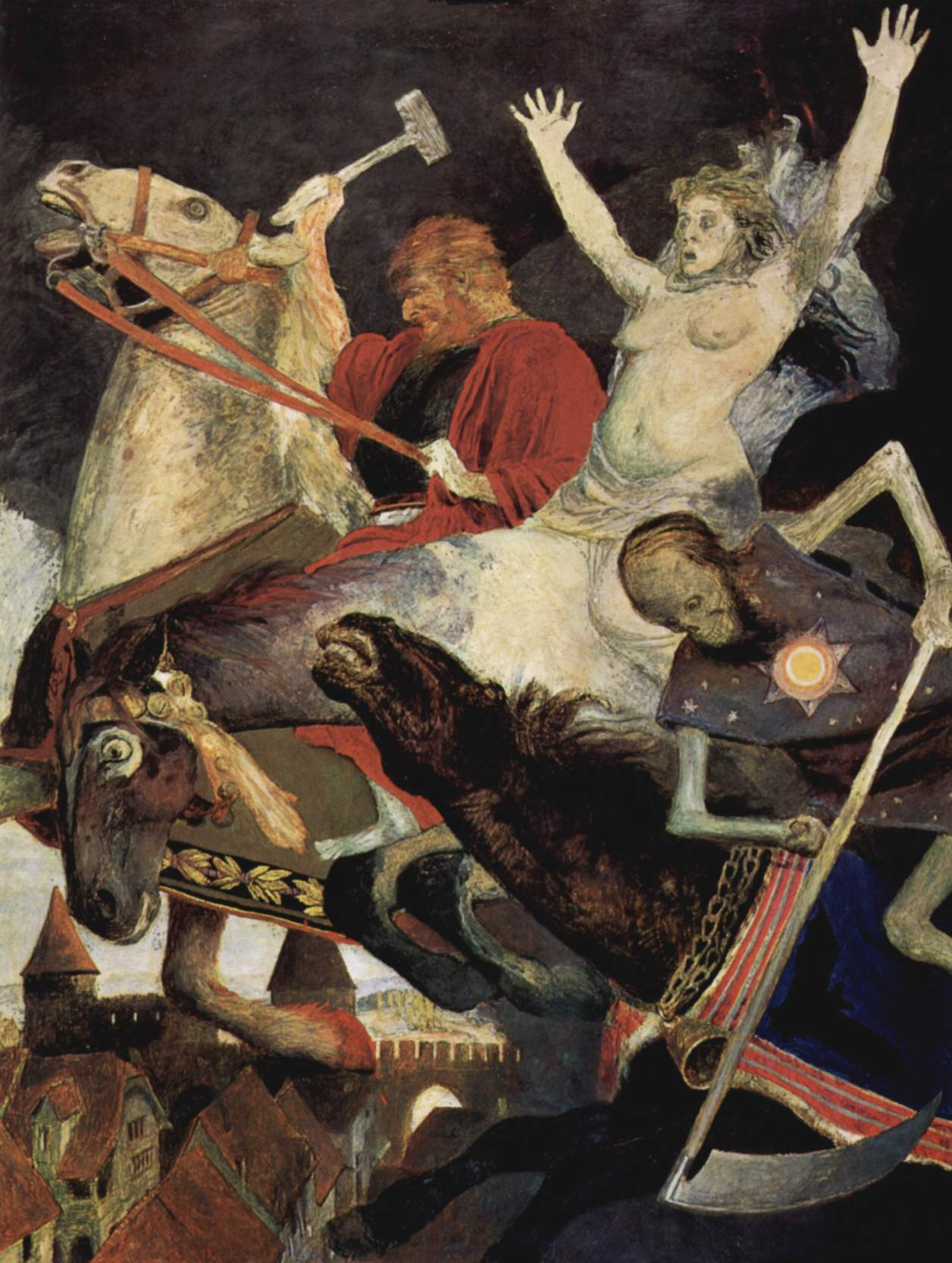
نبرد، آرنولد بوکلین
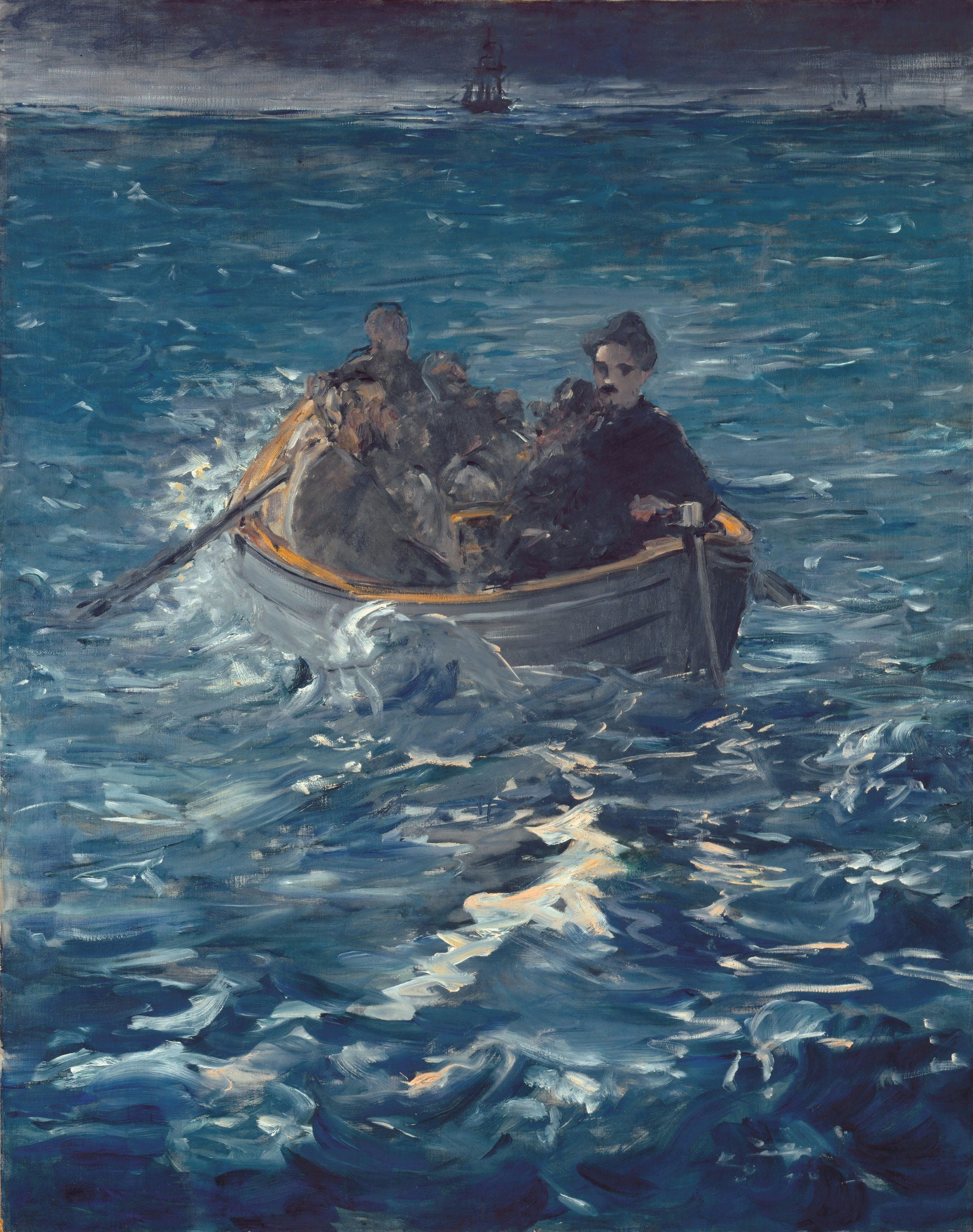
پرواز از روشفر، ادوار مانه
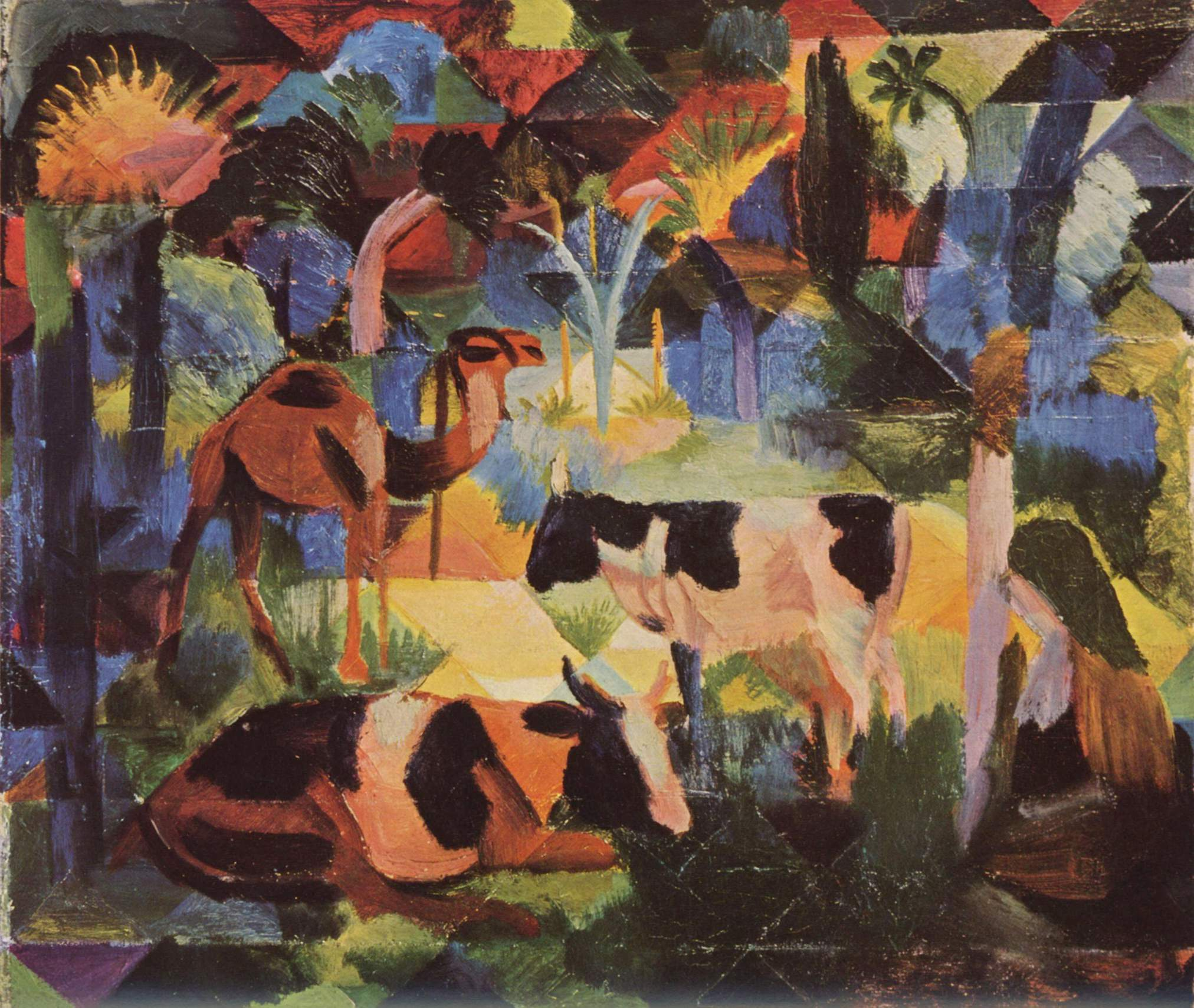
منظره با گاوها و شتر، آوگوست ماکه
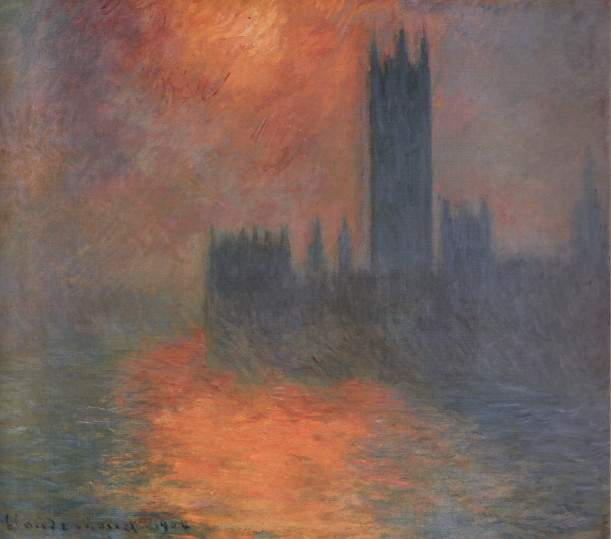
ساختمان مجلس در غروب آفتاب، کلود مونه
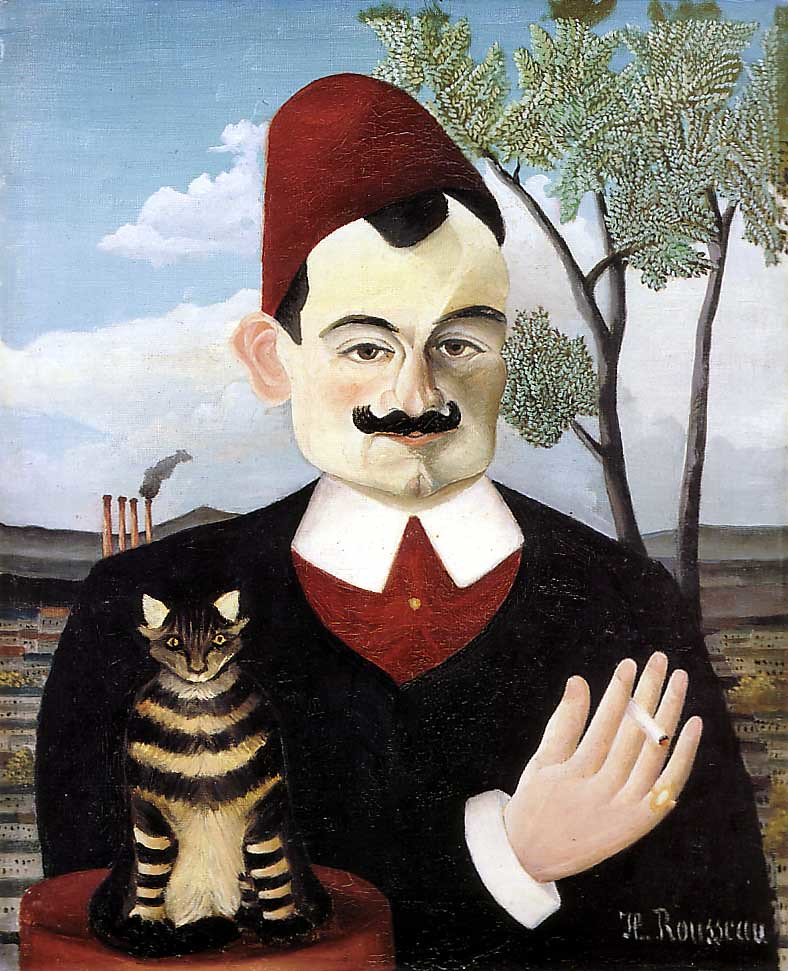
پرترهٔ پیر لوتی
۱۹۱۰ م.
اثر آنری روسو